# Dr. Mabuse (canción)
Dr. Mabuse es el primer sencillo del décimo álbum de Blue System, X-Ten. Es publicado en 1994 por Hanseatic M.V. y distribuido por BMG. La letra, música, arreglos y producción pertenecen a Dieter Bohlen. La coproducción estuvo a cargo de Luis Rodriguez.

## Sencillos
7" Single Hansa 74321 23576 7 (BMG), 10-1994
1. Dr. Mabuse (Radio Version)	3:49
2. Dr. Mabuse (Instrumental)	3:45

12" Single Promo Hansa 74321 23791 1 (BMG), 10-1994
1. Dr. Mabuse (Radio Version 1)	3:49
2. Dr. Mabuse (Instrumental)	3:45
3. Dr. Mabuse (Maxi Edit)		6:10

CD-Maxi Hansa 74321 23576 2 (BMG), 10-1994
1. Dr. Mabuse (Radio Version)	3:49
2. Dr. Mabuse (Video Version)	3:51
3. Dr. Mabuse (Radio Version 2)	3:20
4. Dr. Mabuse (Maxi Edit)		6:10
5. Dr. Mabuse (Instrumental)	3:45

## Créditos
- Composición - Dieter Bohlen
- Productor, arreglos - Dieter Bohlen
- Coproductor - Luis Rodriguez
- Diseño - Ariola
- Dirección de arte - Thomas Sassenbach
- Fotografía - Esser & Strauß
- Mezcla - Shark Media Studio